# Thalamussyndrom
Als Thalamussyndrom bezeichnet man in der Neurologie einen Symptomenkomplex (Syndrom), der durch eine Schädigung des Thalamus im Gehirn entsteht.

## Geschichte
Das Thalamussyndrom wurde 1906 von Joseph Jules Dejerine und Gustave Roussy als Reiz- und Ausfallsyndrom in klinisch-pathoanatomischen Fallberichten nach Massenblutungen oder Infarkten des ventroposterolateralen Thalamus beschrieben.

## Symptome
Beim Thalamussyndrom kommen Zentraler Schmerz (auch Thalamusschmerz genannt) und neurologische Ausfallerscheinungen vor.
Folgende Symptomkonstellation ist für das posterolaterale Thalamussyndrom typisch:
- eine meist passagere leichte Hemiparese (Lähmung einer Körperseite),
- eine persistierende Hemihypästhesie (allgemeine Verminderung der Berührungs- und Drucksensibilität), oft in eine Hyperästhesie (Überempfindlichkeit für Berührungsreize) übergehend, immer mit gestörter Tiefensensibilität,
- eine leichte Hemiataxie (Ataxie einer Körperhälfte, v. a. der Gliedmaßen) so wie eine mehr oder minder komplette Astereognosie (taktile Agnosie).

Weiter kann es zu einer homonymen Hemianopsie kommen. Manche Reflexe sind gesteigert. Die dystonen Bewegungsstörung beziehen sich meistens auf die kontraleralen Gliedmaßen, in der Regel des Armes oder der Finger, die in den Grundgelenken gebeugt sind und in den anderen Gelenken gestreckt (Thalamushand).
Der Schmerz tritt oft mit langer Verzögerung (einige Monate) und dann geradezu explosiv ein.

## Ursachen
Ursache ist typischerweise ein Infarkt der Arteria thalamostriata, thalamogeniculata, perforans thalami anterior oder perforans thalami posterior. Entsprechend den unterschiedlichen Versorgungsgebieten lassen sich dem jeweils unterschiedliche Symptome zuordnen.